# هي زيلين
هي زيلين هو لاعب كرة قدم صيني في مركز الدفاع، ولد في 30 يوليو 1998 في غوانزو في الصين. لعب مع نادي غوانغجو آر أند إف.